# Veränderlichkeit der Arten
Als Veränderlichkeit der Arten (syn. Transmutation der Arten, Artenwandel) hat Jean Baptiste Lamarck ab 1809 seine Theorie bezeichnet, mit der er die Umwandlung einer Art in eine andere beschrieb. Der Begriff wird während des ganzen 19. Jahrhunderts für evolutionäre Vorstellungen benutzt, die Charles Darwins Theorie der natürlichen Selektion vorangingen. Andere Vertreter einer vor-Darwinschen Evolutionstheorie waren Étienne Geoffroy Saint-Hilaire, Robert Edmond Grant, und Robert Chambers, der das Buch Vestiges of the Natural History of Creation anonym veröffentlichte. Anatomen wie Georges Cuvier und Richard Owen oder der Geologe Charles Lyell führten die wissenschaftliche Kritik an den Konzepten des Artenwandels an. Die Diskussion um diese Vorstellung stellt einen bedeutenden Abschnitt in der Geschichte der Evolutionstheorie dar und beeinflusste die Antworten auf Darwin.

## Terminologie
Transmutation (für Umwandlung) war einer der Begriffe, der während des 19. Jahrhunderts gewöhnlich für evolutionäre Ideen verwendet wurde, bevor Charles Darwin sein Buch Über die Entstehung der Arten 1859 veröffentlicht hat. Vor Lamarck wurde der Begriff in der Alchemie verwendet, um die Umwandlung von gewöhnlichen Metallen in Gold zu beschreiben. Andere Begriffe, mit denen evolutionäre Ideen bezeichnet wurden, waren die Entwicklungshypothese (ein Begriff der auch von Darwin verwendet wurde) und „die Theorie der gesetzmäßigen Abstufung“, ein Begriff, der von William Chilton in Zeitschriften wie The Oracle of Reason benutzt wurde. Auch der Begriff Transformation war in diesem Zusammenhang gebräuchlich. Die mit diesen Begriffen bezeichneten Konzepte spielten zu Beginn des 19. Jahrhunderts im Zusammenhang mit der Geschichte der Evolutionstheorie eine Rolle. Die Vorläufer evolutionärer Vorstellungen im 18. und frühen 19. Jahrhundert mussten Begriffe erfinden, mit denen sie ihre Ideen bezeichnen konnten. Dabei kam es vor dem Erscheinen der Origin of Species zu keiner Übereinkunft über die Terminologie. Der Begriff „Evolution“ etablierte sich erst spät. Herbert Spencer verwendet den Begriff in seinem Werk Social Statics von 1851 es gibt zudem mindestens noch eine weitere frühere Verwendung, aber nicht in dem Sinne, in dem das Wort ab der Zeit um 1865 bis 1870 verwendet wird.

## Die historische Entwicklung der Theorie

Das Diagramm aus dem 1844 geschriebenen Buch Vestiges of the Natural History of Creation von Robert Chambers zeigt ein Modell der Entwicklung, in dem Fische (F), Reptilien (R) und Vögel (B) Zweige an einem Stamm sind, der zu den Säugetieren (M) führt.

Jean-Baptiste Lamarck schlug in seinem Buch Philosophie Zoologique von 1809 eine Theorie der Transmutation der Arten vor. Lamarck glaubte nicht, dass alle Lebewesen einen gemeinsamen Vorfahren hätten. Er dachte vielmehr, dass alle einfachen Formen des Lebens kontinuierlich durch Spontanzeugung entstanden sind. Er dachte auch, dass eine Lebenskraft, die er manchmal als „Nervenflüssigkeit“ beschrieb, die Arten dazu antrieb, sich weiterzuentwickeln und auf einer Stufenleiter der Komplexität aufzusteigen. Lamarck bemerkte, dass die Arten an ihre Umgebung angepasst waren. Er erklärte dies, indem er annahm, dass die Lebenskraft die Organismen dazu veranlasste sich zu verändern und dass diese Veränderung von dem Gebrauch oder Nichtgebrauch der entsprechenden Organe abhängig sei, ähnlich, wie sich Muskeln an Übung anpassen. Er argumentierte, dass diese Veränderungen erblich wären und so langsame Anpassungen an die Umgebung verursachten. Dieser Mechanismus der Anpassung durch Vererbung erworbener Eigenschaften wurde zunehmend mit seinem Namen verbunden und beeinflusste die Debatten über die Evolution bis in das 20. Jahrhundert.
Eine radikale britische Schule der vergleichenden Anatomie, zu der auch der Chirurg Robert Knox und der Anatom Robert Edmond Grant gehörten, pflegte enge Beziehungen zu der Lamarckschen Schule der französischen Transformationisten, zu denen auch der Wissenschaftler Saint-Hilaire gehörte. Robert Grant versuchte Belege für die Abstammungstheorie zu finden, indem er Homologien untersuchte und lieferte so Beiträge zur Unterstützung der Ideen zur Transmutation und Evolution von Lamarck und Erasmus Darwin. Als junger Student arbeitete Darwin mit Grant zusammen über den Lebenszyklus von Meerestieren. Er studierte Geologie bei Robert Jameson. In der von ihm herausgegebenen Zeitschrift erschien im Jahre 1826 ein Artikel, in dem Lamarck dafür gelobt wurde, dass er erklären würde, wie sich höhere Tiere aus dem einfachsten Wurm entwickelt hätten. Diese Stelle gilt als die früheste Verwendung des Begriffs Evolution im modernen Sinne. Jamesons Geologievorlesungen schlossen üblicherweise mit Hinweise auf den „Origin of the Species of Animals“.
In seiner neunten Bridgewater Abhandlung skizzierte der Computer-Pionier Charles Babbage seine Vorstellung, dass Gott die Welt in einer Weise geschaffen habe, dass daraus mittels Gesetzen neue Arten zu bestimmten Zeiten entstehen, sodass keine göttlichen Wunder notwendig wären, wenn sich eine neue Art bildet. Im Jahre 1844 veröffentlichte der schottische Verleger Robert Chambers anonym ein einflussreiches Buch mit dem Titel Vestiges of the Natural History of Creation. Chambers vertrat die Ansicht, dass sich das Sonnensystem und das Leben auf der Erde entwickelt hätten. Er behauptete, dass die Fossilien ein Beweis für die Annahme einer Höherentwicklung der Tiere wären, einem Prozess, der schließlich bis zum Menschen geführt habe. Die Transmutation der Spezies wäre demnach die Verwirklichung eines vorherbestimmten Planes, der in die Gesetze, die die Welt regieren eingeschrieben sei. Diese Vorstellung war weniger radikal, als die materialistischen Ideen von Robert Grant, aber die Konsequenz, dass der Mensch das letzte Glied einer Entwicklungsreihe der Tiere wäre, erboste viel konservative Gelehrte. Chambers Annahmen wurden von vielen Seiten kritisiert. Konservative wie Adam Sedgwick und radikale Materialisten wie Thomas Henry Huxley, der die Vorstellung einer vorherbestimmten Weltordnung ablehnte, suchten und fanden in dem Buch Fehler, die es ihnen erlaubten, die Schrift zu verunglimpfen. Darwin beklagte den „armseligen Intellekt“ des Autors und verwarf es als „literarische Kuriosität“. Allerdings hat die große Publizität der Debatten zu Chambers „Vestiges“ mit seiner Darstellung der Evolution als einem fortschreitenden Prozess Auswirkungen auf die spätere Veröffentlichung von Darwins Theorie gehabt. Es beeinflusste auch die damaligen jungen Naturforscher, unter ihnen Alfred Russel Wallace und weckte ihr Interesse an den Ideen der Transmutation.

## Gegner der Transmutation

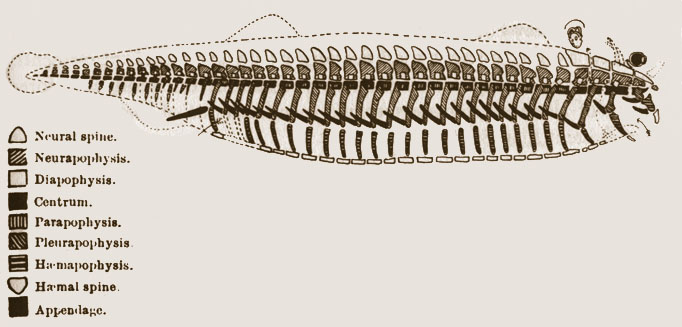
Dieses Diagramm von Richard Owen aus dem Jahre 1847 zeigt seinen Entwurf eines hypothetischen Archetypen für alle Vertebraten.

Die Vertreter der Idee einer Transmutation der Arten fühlten sich dem radikalen Materialismus der Aufklärung eng verbunden und konservative Gelehrte begegneten ihnen häufig mit Feindseligkeit. Cuvier zum Beispiel griff die Theorien von Lamarck und Saint-Hilaire an und behauptete in der Tradition von Aristoteles, dass die Spezies unveränderlich seien. Cuvier glaubte, dass die Teile, aus denen ein Tier besteht so eng miteinander verknüpft sind, dass eine Änderung eines Teils unmöglich sei. Er war der Überzeugung, dass die Fossilien Belege für Massenaussterben aufgrund von Katastrophen seien, die von einem Wiederanwachsen der Populationen gefolgt werden würden. Sie seien demzufolge gerade kein Hinweis für einen graduellen Wandel einer Art. Er wies auch auf die Tatsache hin, dass die Jahrtausende alten Darstellungen von Tieren und Tiermumien in Ägypten keinerlei Hinweis auf einen Wandel der Arten im Vergleich mit modernen Individuen enthielten. Die (für die damalige Zeit) überzeugenden Argumente von Cuvier und sein überragendes Ansehen bewirkten, dass die Vorstellung der Transmutation über Jahrzehnte hin keinen Eingang in den Mainstream der Wissenschaft des 19. Jahrhunderts fand. Auch in Großbritannien blieb die Natürliche Theologie einflussreich. Dort verfasste William Paley das Buch Natural Theology als eine Entgegnung auf die Transmutations-Theorien von Erasmus Darwin. In ihm findet sich die berühmte Uhrmacher-Analogie.
Vertreter der natürlichen Theologie wie die Geologen Buckland und Sedgwick griffen die evolutionären Ideen von Lamarck und Grant regelmäßig an. So schrieb Sedgwick eine besonders rüde Besprechung der „Vestiges“. Obwohl der Geologe Charles Lyell ein Gegner der bibelorientierten Geologie war, verteidigte er Idee einer Unveränderlichkeit der Arten. In seinem Hauptwerk Principles of Geology (1830–1833) kritisierte und verwarf er Lamarcks Evolutionstheorie. Er vertrat vielmehr eine Form der fortschreitenden Schöpfung, in der jede Spezies ihren „Schöpfungsort“ habe, von Gott für dieses konkrete Habitat erschaffen wurde und ausstirbt, wenn sich dieses ändert.
Eine weitere Quelle für die Gegnerschaft gegenüber der Transmutation war die Schule der Naturalisten, die von den deutschen Philosophen und Naturforschern beeinflusst wurde, die wie Goethe, Hegel und Lorenz Oken vom Idealismus geprägt waren. Idealisten wie Louis Agassiz und Richard Owen glaubten, dass jede Spezies unveränderlich sei und eine Idee im Bewusstsein Gottes repräsentiert. Sie glaubten, dass Verwandtschaftsbeziehungen zwischen den Arten anhand von Entwicklungsmustern in der Embryologie und fossilen Überresten erkannt werden können. Sie waren aber auch der Überzeugung, dass diese Verwandtschaften auf einen allem zugrundeliegenden göttlichen Plan hinwiesen, in dessen Verlauf Gott durch eine kontinuierliche Schöpfung die Welt zu immer größerer Komplexität führt und der schließlich im Menschen gipfelt.
Owen entwickelte die Vorstellung, dass es in Gottes Bewusstsein „Archetypen“ gibt, durch die ganze Serien von Spezies entstehen, die durch Homologien miteinander verwandt sind. So ähnlich, wie sich Wirbeltiere durch den Besitz von Extremitäten gleichen. Owen war über die möglichen politischen Implikationen der Ideen einer Transmutation besorgt. Er führte daher erfolgreich eine öffentliche Kampagne konservativer Gelehrter mit dem Ziel an, Robert Grant in der wissenschaftlichen Gemeinschaft zu isolieren. In seiner berühmten Abhandlung aus dem Jahr 1841, in der er den Begriff „Dinosaurier“ für die riesigen Reptilien einführte, deren Fossilien Buckland und Gideon Mantell entdeckt hatten, erklärte er, dass diese Reptilien ein Beweis dafür wären, dass die Transmutationstheorie falsch ist, da die Dinosaurier weiter entwickelt zu sein schienen, als die rezenten Reptilien. Später wird Darwin für seine eigene Theorie regen Gebrauch von den Untersuchungen über Homologien machen, die Owen erforscht hatte. Allerdings wird ihn wohl die Erinnerung an die rüde Behandlung, die Grant erfahren hatte und die kontroversen Diskussionen um die „Vestiges“ dazu geführt haben, seine eigene Theorie sehr sorgfältig mit Fakten und Argumenten zu untermauern, bevor er sie veröffentlichte.

## Verwendete Literatur
- Peter J. Bowler: Evolution: The History of an Idea. University of California Press 2003, ISBN 0-520-23693-9
- Adrian Desmond: Darwin: The Life of a Tormented Evolutionist. W. W. Norton & Company 1994, ISBN 0-393-31150-3
- Peter J. Bowler: Making Modern Science. The University of Chicago Press 2005, ISBN 0-226-06861-7
- Edward J. Larson: Evolution: The Remarkable History of Scientific Theory. Modern Library 2004, ISBN 0-679-64288-9
- John van Wyhe: Mind the gap: Did Darwin avoid publishing his theory for many years? in: Notes and Records of the Royal Society 61 (2) pg. 177–205. 27 March 2007 PDF